# Dallas Cowboys
Els Dallas Cowboys són una franquícia de futbol americà professional de la National Football League de la ciutat de Dallas (Texas), són membres de la Divisió Est de la Conferència Nacional (NFC) dins de l'NFL. El seu estadi és el Cowboys Stadium d'Arlington (Texas), i els seus colors són el blau, el blau marí, el platejat i el blanc.
És l'equip més popular de l'NFL als Estats Units i al món, i l'equip que més finals de la Super Bowl ha jugat. Segons la revista Forbes del 10 de setembre de 2008, els Cowboys són la franquícia esportiva amb més valor dels Estats Units, i la segona del món després de l'equip anglès de futbol Manchester United, amb valor estimat de $1.612 milions de dòlars.

## Història

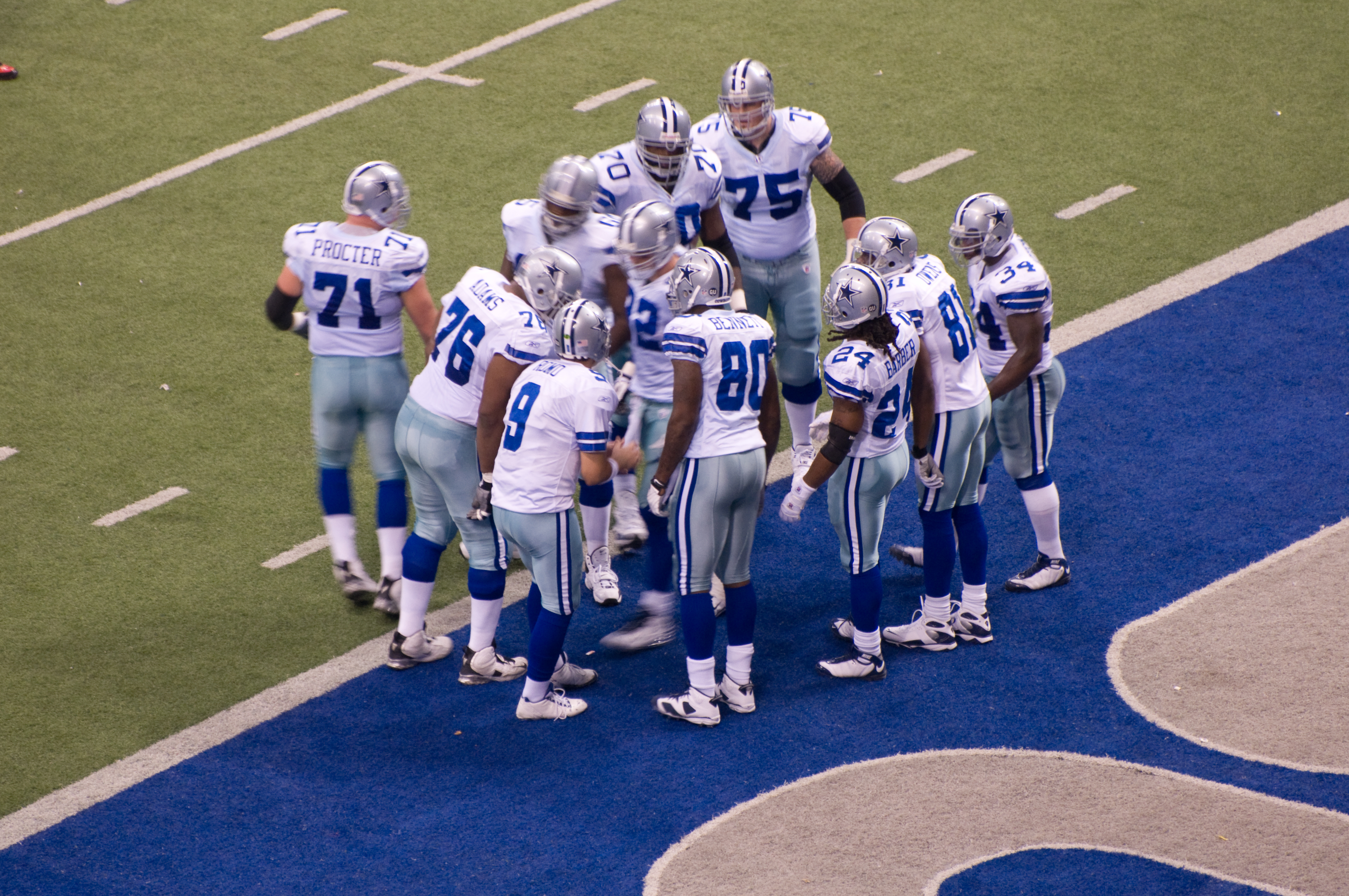
Els Cowboys en un partit del 2008.

Els Cowboys juguen a l'NFL des del 1960 i és l'equip més popular de l'NFL als Estats Units i al món. El seu poder de convocatòria dins del país pot ser demostrat en tenir el rècord de més partits seguits amb estadis plens, un total de 160 partits de temporada regular i postemporada amb totes les localitats venudes va començar el 1990, i inclou 79 partits de local en el Texas Stadium, i 81 com a visitants.
Els Dallas Cowboys és un dels millors equips de l'era moderna d'aquest esport amb cinc victòries en la Super Bowl i vuit campionats de conferència. Tenen els rècords de més temporades guanyadores consecutives (20, de 1966 a 1985) i més temporades amb almenys 10 victòries (25). També és l'equip que més cops ha arribat a la postemporada (29, que inclouen un altre rècord de la lliga de 56 jocs de postemporada, guanyant 32 d'ells), més títols de divisió amb 21, més aparicions en els partits de campionat de l'NFC (14) i més aparicions en la Super Bowl (8). Va ser el primer equip de la història que va aconseguir guanyar tres campionats en quatre anys (fita només igualada pels New England Patriots) i és després dels Pittsburgh Steelers el segon equip amb més victòries en la Super Bowl empatats amb els San Francisco 49ers.
Els Cowboys van aconseguir arribar a una final de la Super Bowl per primera vegada en la seva història el 1971, però van perdre 16-13 contra els Baltimore Colts amb un gol de camp dels Colts a cinc segons del final. El 1972 van tornar a la final i van guanyar la Super Bowl VI derrotant els Miami Dolphins per 24-3, i que segueix sent l'única Super Bowl en la història en la qual un equip manté al seu rival sense aconseguir un touchdown. Durant la resta de la dècada dels 1970 la popularitat dels Cowboys va créixer, no només a Dallas, sinó a tots els Estats Units i fins i tot en altres països com Mèxic, i es va convertir en un dels grans de l'NFL i el més popular. L'equip va guanyar la Super Bowl XII i arribant a les finals de les Super Bowl X i XIII. Els Cowboys van concloure els anys 1970 com l'equip amb més victòries en temporada regular i amb més aparicions en finals de la Super Bowl de la dècada.
Després de la crisi dels anys 1980, el 1992 els Cowboys van tornar a la seva primera final de la Super Bowl en 14 temporades. Els de Dallas van apallissar als Buffalo Bills 52–17 en la final de la Super Bowl XXVII, i van aconseguir un rècord en aconseguir nou recuperacions de pilota en el joc. El 1993 van repetir final i novament van derrotar els Buffalo Bills en la final de la Super Bowl XXVIII per 30–13. Els Cowboys van fer un nou rècord en enviar 11 jugadors al Pro Bowl el 1993. Els Cowboys van guanyar la Super Bowl XXX derrotant els Pittsburgh Steelers per 27-17, i van aconseguir així el seu cinquè campionat de l'NFL.

## Palmarès
- Campionats de lliga (5)
  - Campionats de Super Bowl (5): 1971 (VI), 1977 (XII), 1992 (XXVII), 1993 (XXVIII), 1995 (XXX).
- Campionats de conferència (10)
  - NFL Est: 1966, 1967.
  - NFC: 1970, 1971, 1975, 1977, 1978, 1992, 1993, 1995.
- Campionats de divisió (23)
  - NFL Capital: 1967, 1968, 1969.
  - NFC Est: 1970, 1971, 1973, 1976, 1977, 1978, 1979, 1981, 1985, 1992, 1993, 1994, 1995, 1996, 1998, 2007, 2009, 2014, 2016.

## Estadis
- Cotton Bowl (1960–1971)
- Texas Stadium (1971–2008)
- Cowboys Stadium (2009–present)